# Romana Zrnec
Romana Zrnec, slovenska rally voznica in podjetnica, * 1961.
Kot edina ženska predstavnica na Rallyju Saturnus leta 1987 je bila v skupni razvrstitvi (drugo mesto) najvišje uvrščena slovenska oziroma jugoslovanska udeleženka. Danes vodi podjetje, ki se ukvarja z galvanizacijo in izdelavo kovinskih izdelkov.